# Râul Homorodul Mare
Râul Homorodul Mare este unul din cele două brațe care formează râul Homorod.
Homorodul Mare izvorăște în dreptul vârfului Fagul Rotund, în maghiară Falbükk, 1.106 m, Munții Harghita, străbate județele Harghita și Brașov. Localitățile traversate sunt: Băile Homorod, Comănești, Aldea, Mărtiniș, Rareș, Sânpaul Petreni Orășeni Ionești, Drăușeni, Cața și Homorod

## Hărți
- Harta județului Harghita
- Harta Județului Brașov